# روتخر هودماکرش
روتخر هودماکرش (هلندی: Rutger Hoedemaekers؛ زادهٔ ۱ ژانویهٔ ۱۹۷۶) موسیقی‌دان، آهنگساز، تهیه‌کننده موسیقی اهل هلند است.
از فیلم‌ها یا مجموعه‌های تلویزیونی که وی در آن‌ها نقش داشته است، می‌توان به به‌دام‌افتاده و بخشش اشاره نمود.